# Haley Strode
Haley Anne Strode (Owensboro, 23 de junio de 1987) es una actriz estadounidense. En 2012, actuó junto a Giovanni Ribisi en Gangster Squad. Desde entonces ha protagonizado varias series y películas como Brigada de élite (2013),  Wendell & Vinnie (2013), The Astronaut Wives Club (2015) y Doom Patrol (2019). 

## Biografía
Haley Strode nació en Owensboro, Kentucky, y creció en la cercana ciudad de Stanley, en la granja de cuarta generación de su familia. Su madre es una maestra jubilada y su padre es granjero. Tiene dos hermanos mayores, Jason y Matthew.
Se graduó en el Apollo High School en Owensboro y luego asistió a la Universidad de Misisipi en Oxford, donde se graduó en 2007 con una Licenciatura en Bellas Artes en Artes Teatrales. Mientras estudiaba en la universidad, apareció en varias producciones teatrales como: Un tranvía llamado deseo como Stella, Noises Off! como Brooke y La importancia de llamarse Ernesto como Cecily.
Su primer papel en el cine fue el de Windy Stevens en la película Los Ángeles, dirigida por Gerardo Flores, que se proyectó en el Festival de Cine de Los Ángeles. Mientras que su carrera en la televisión comenzó cuando interpretó un pequeño papel en un episodio de la serie Lewis Black's Root of All Evil de Comedy Central.
Strode prestó su voz al papel de la madre de Jess en la película independiente Jess + Moss, que se proyectó en la sección experimental del Festival de Cine de Sundance de 2011, conocida como New Frontier. Posteriormente, en 2012, interpretó varios papeles en series de televisión como CSI: Nueva York, Castle y Whitney, además del episodio piloto de la serie de la NBC, The New Normal, también actuó en la serie de televisión de comedia, producida y transmitida por Nickelodeon, Wendell & Vinnie, junto con Jerry Trainor.
Apareció en la película de Warner Bros, Gangster Squad (2013), dirigida por Ruben Fleischer. donde interpretó el papel de Marcia Keeler, la esposa del personaje interpretado por Giovanni Ribisi. En el cine independiente, interpretó a la némesis del personaje de Laura Bell Bundy en la película Watercolor Postcards. Luego protagonizó la película de 2013, Only in L.A.
En 2016 interpretó el papel de la esposa del astronauta Pete Conrad, en la serie dramática de ABC, The Astronaut Wives Club. También protagonizó, en flashbacks, a Rita Forrester, la madre del personaje interpretado por Ed Westwick, en la serie dramática criminal de ABC, Wicked City. Además apareció en dos episodios de la serie de comedia, Still the King de CMT.

## Filmografía

### Cine
| Año  | Título               | Papel            | Notas        | Ref.   |
| ---- | -------------------- | ---------------- | ------------ | ------ |
| 2008 | Southern Gothic      | Megan            |              |        |
| 2010 | Las Angeles          | Windy Stevens    |              |        |
| 2010 | The Murdererers      | Miranda Winthrop | Cortometraje |        |
| 2011 | Jess + Moss          | Madre de Jess    | Solo voz     |        |
| 2012 | Destinea, Our Island | Leah Bally       |              |        |
| 2013 | Gangster Squad       | Marcia Keeler    |              |        |
| 2013 | Watercolor Postcards | Tammy            |              |        |
| 2013 | Only in L.A.         | Lauren           |              |        |
| 2016 | Full Moon Club       | Fionna           | Cortometraje |        |
| 2025 | East of Wall         | Laura            |              | [ 13 ] |

### Televisión
| Año  | Título                         | Papel                       | Notas                                    | Ref. |
| ---- | ------------------------------ | --------------------------- | ---------------------------------------- | ---- |
| 2008 | Mind of Mencia                 | Mujer embarazada            | Episodio #4.9                            |      |
| 2008 | Lewis Black's Root of All Evil | Chica de hermandad          | Episodio: «Strip Clubs vs Sororities»    |      |
| 2009 | Lost Tapes                     | Tracy Miller                | Episodio: «Oklahoma Octopus»             |      |
| 2011 | CSI: NY                        | Mujer herida                | Episodio: «Indelible»                    |      |
| 2012 | Castle                         | Mujer joven                 | Episodio: «Til Death Do Us Part»         |      |
| 2012 | Whitney                        | Chica guapa                 | Episodio: «Something Old, Something New» |      |
| 2012 | Fletcher Drive                 | Intervencionista            | Episodio: «The Intervention»             |      |
| 2012 | The New Normal                 | Camarera                    | Episodio: «Episodio piloto»              |      |
| 2012 | Vegas                          | Ruth                        | Episodio: «Solid Citizens»               |      |
| 2013 | Wendell & Vinnie               | Taryn Kleinberg             | 20 episodios                             |      |
| 2013 | Mob City                       | Chica del boleto            | Episodio: «Reason to Kill a Man»         |      |
| 2014 | Perfect on Paper               | Avery Goldstein             | Telefilme                                |      |
| 2015 | The Astronaut Wives Club       | Jane Conrad                 | 4 episodios                              |      |
| 2015 | Wicked City                    | Rita Forrester              | Episodio: «The Very Thought of You»      |      |
| 2017 | Doubt                          | Susan Bauer                 | Episodio: «Clean Burn»                   |      |
| 2017 | iZombie                        | Macy                        | Episodio: «Dirt Nap Time»                |      |
| 2017 | Still the King                 | Regina Harper               | 2 episodios                              |      |
| 2019 | Doom Patrol                    | Dolores Mentallo (de joven) | Episodio: «Flex Patrol»                  |      |
| 2020 | Legends of Tomorrow            | Virginia Hill               | Episodio: «Miss Me, Kiss Me, Love Me»    |      |

### Web
| Año  | Título                     | Papel | Notas                         |
| ---- | -------------------------- | ----- | ----------------------------- |
| 2011 | Level 26: Dark Revelations | Lisa  | Episodio: «Cyber-bridge Five» |